# ثعلب قزم
ثعلب كيت  أو الثعلب القزم (بالإنجليزية: Kit fox)‏ هو نوع من ثعالب أمريكا الشمالية يعيش بالتحديد في جنوب غرب الولايات المتحدة وشمال ووسط المكسيك وهي من النوع السريع.

## النطاق
أقصى منطقة في نطاق تواجده في الجزء الشمالي هي المناطق الداخلية الجافة في ولاية أوريغون. أما حدود نطاقه الشرقية فهي جنوب غرب ولاية كولورادو. يمكن العثور عليه جنوبًا عبر نيفادا، ويوتا، وجنوب شرق كاليفورنيا، وأريزونا، ونيو مكسيكو، وغرب تكساس.

## المظهر
الثعلب القزم هو أصغر أنواع عائلة الكلبيات الموجودة في أمريكا الشمالية (باستثناء سلالات الكلاب المنزلية التي تربى في المنازل خصيصا مثل تيكاب يوركشاير "فنجان شاي يوركشاير"). لها آذان كبيرة، تتراوح بين 71 و95 سم، وهذا يساعدها على خفض درجة حرارة جسمها، ومنحها سمعاً استثنائياً (وهي شبيهة جداً بآذان الفنك). يظهر هذا النوع ازدواجية في الشكل بين الجنسين، إلا أن الذكر أكبرقليلاً. يتراوح وزنها بين 1.6 كغم و 2.7 كغم. طول الجسم 455 إلى 535 ملم. أما الذيل فيضيف حوالي 340-250 سم للطول..
فراؤه رمادي عادةً بدرجات الصدأ، وطرف ذيله أسود. وهو على نقيض الثعلب الرمادي ليس له شريط طولي على طول الذيل. يتراوح لونه بين الأصفر والرمادي، ويكون لون الظهر أغمق من بقية الجسم؛ أما البطن والآذان من الداخل فتكون أفتح لوناً. وتتميز ببقعٍ داكنة حول الأنف.

## الموئل
يفضّل الثعلب القزم المناخات القاحلة، مثل الأشجار الصحراوية المنخفضة، والغابات الحرشية، والأراضي العشبية. من الأمثلة الجيدة على الموائل الشائعة الأدغال العشبية ورغل. يمكن تواجدها في المناطق الحضرية والزراعية أيضًا. كما وجدت في مناطق بارتفاعات تتراوح بين 400 و1900 مترًا عن مستوى سطح البحر.